# Sergueï Smaguine
Sergueï Smaguine est un joueur d'échecs soviétique puis russe né le 8 septembre 1958 à Norilsk. Il a le titre de Grand maître international depuis 1985,

## Palmarès
Smaguine a remporté les tournois de :
- Tachkent en 1983 ;
- Dresde en 1985 ;
- Novi Sad 1986 ;
- l'open de Cappelle-la-Grande en 1986 ;
- Zenica 1987 ;
- le mémorial Tchigorine à Sotchi en 1987 ;
- Berlin 1988 ;
- Copenhague 1992 (Politiken Cup);
- l'open de Dortmund en 1995 et
- le tournoi de Montréal en 2000.

Il a participé à deux finales du championnat d'URSS d'échecs : en 1985 (troisième ex æquo sur vingt joueurs) et en 1986.